# Gran Tierra de los Lípez

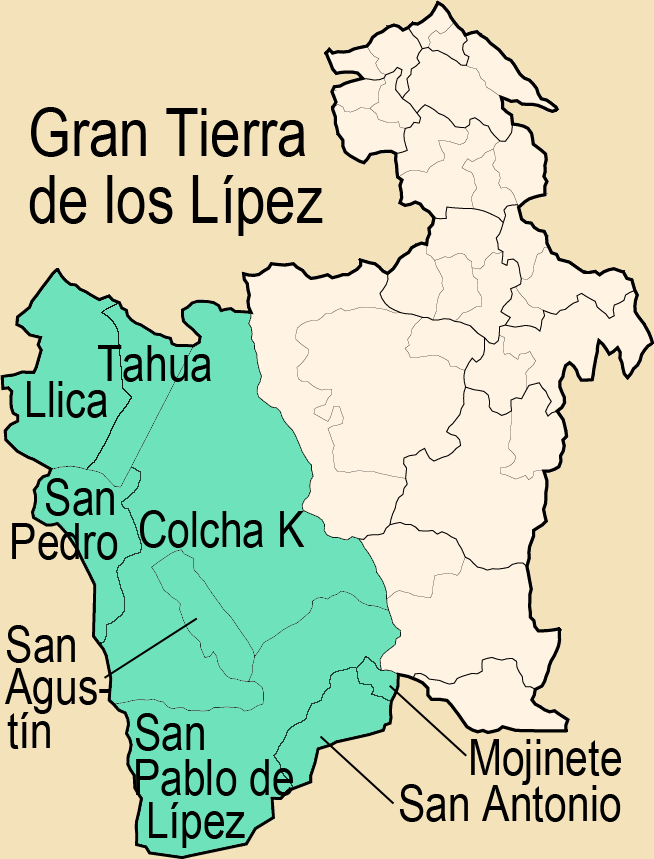
Gran Tierra de los Lípez

Der Kommunalverband Gran Tierra de los Lípez (bolivianisch: Mancomunidad de la Gran Tierra de los Lípez) umfasst 8 Landkreise (Municipios) im südwestlichen Teil von Bolivien im Departamento Potosí.

## Grundlagen des Kommunalverbandes
Auf dem Territorium der beteiligten Landkreise befinden sich verschiedene attraktive Ziele für den nationalen und internationalen Tourismus, wie zum Beispiel der Salzsee Salar de Uyuni, die Seen Laguna Colorada, Laguna Verde und Laguna Blanca, und die Geysire von Sol de Mañana. Gegründet wurde der Kommunalverband am 7. Dezember 2003.
Ziel des Kommunalverbandes ist es, durch Zusammenarbeit und Kompromissfähigkeit der beteiligten Institutionen eine größere finanzielle Nachhaltigkeit für die Region zu erzielen, verbesserte Kommunikationsstrukturen und eine wirkungsvollere Teilhabe der einzelnen Landkreise an den Entscheidungsstrukturen.

## Historische Zuordnung
Der Kommunalverband umfasst praktisch die gesamte Region, die in vorkolonialer Zeit von dem Volk der Lipe besiedelt war. Die "Lipe" (oder "Llipi" oder "Lípez") waren eine Ethnie mit gemeinschaftlicher kultureller Identität und gemeinsamer Sprache. Ihr Siedlungsgebiet umfasste den "Salar de Thunupa" (Salar de Uyuni), die Region des Río Grande de Lípez und Teilregionen der Cordillera Occidental. Ihre Siedlungsperiode lässt sich etwa auf die Zeit zwischen den Jahren 1200 und 1463 n.Chr datieren.

## Umfang des Kommunalverbandes
Provinz Nor Lípez – 20.892 km²
- Municipio Colcha "K"
- Municipio San Pedro de Quemes

Provinz Enrique Baldivieso – 2.254 km²
- Municipio San Agustín

Provinz Sur Lípez – 22.355 km²
- Municipio Mojinete
- Municipio San Antonio de Esmoruco
- Municipio San Pablo de Lípez

Provinz Daniel Campos – 12.106 km²
- Municipio Llica
- Municipio Tahua